# Xysticus ghigii
Xysticus ghigii là một loài nhện trong họ Thomisidae.
Loài này thuộc chi Xysticus. Xysticus ghigii được Lodovico di Caporiacco miêu tả năm 1938.